# 396-os busz
A 396-os jelzésű elővárosi autóbusz Budapest, Stadion autóbusz-pályaudvar és Veresegyház között közlekedik, a Budapest–Őrbottyán viszonylatú 398-as busz betétjárataként. (Gödöllőt érintve és Szada központján át jut el Veresegyházra.) Este a Stadion felé az utolsó két menet betér a gödöllői autóbusz-állomásra és a nyári időszámítás idején hétvégente néhány menet a Medveotthon végállomásig jár, a többi csak az autóbusz-fordulóig közlekedik. A járatot a Volánbusz üzemelteti.

## Története
2013. december 1-jén indult új, közvetlen eljutási lehetőséget kínálva Budapest és Veresegyház között az M3-as autópályán keresztül. 2019. május 11-étől a nyári időszámítás idején hétvégente egyes menetek a Medveotthonig meghosszabbított útvonalon közlekednek.

## Megállóhelyei
Az átszállási kapcsolatok között az azonos útvonalon, de Őrbottyánig közlekedő 398-as busz nincs feltüntetve. A 398-as nem érinti Veresegyházán a Vasútállomás–Medveotthon szakaszt.
| 0                                                                                                  | 0                                     | Budapest, Stadion autóbusz-pályaudvar végállomás   | 62            | 47 | 1, 1A 73, 75, 77, 80 95, 130, 195 397, 399, 400, 402, 410, 412, 414, 422, 424, 430, 432, 434, 435, 436, 437, 438, 439, 440, 441, 442, 485, 486 1020, 1021, 1024, 1031, 1034, 1037, 1039, 1040, 1044, 1045, 1046, 1049, 1050, 1052, 1053, 1054, 1060, 1063, 1066, 1067, 1068, 1069, 1070, 1075, 1076, 1077, 1078 |
| 8                                                                                                  | 8                                     | Budapest, Kacsóh Pongrác út                        | 54            | 39 | 1, 1A, 3, 69 72, 74, 74A, 82 25, 32, 225 397, 399, 402, 412, 414, 422, 424, 432, 434, 435, 436, 437, 438, 439, 442 1020, 1021, 1024, 1031, 1034, 1037, 1039, 1040, 1044, 1045, 1046, 1049, 1050, 1052, 1053, 1054, 1063, 1066, 1067, 1068, 1069, 1076                                                           |
| 15                                                                                                 | 15                                    | Budapest, Szerencs utca                            | 47            | 32 | 96, 124, 225, 296, 296A 397, 399, 402, 412, 414, 422, 424, 432, 434, 435, 436, 437, 438, 439, 442 1020, 1021, 1024, 1031, 1034, 1037, 1039, 1040, 1044, 1045, 1046, 1049, 1050, 1052, 1053, 1054, 1063, 1066, 1067, 1068, 1069, 1076                                                                            |
| Budapest–Gödöllő közigazgatási határa                                                              |                                       |                                                    |               |    | |
| 31                                                                                                 | 31                                    | Gödöllő, Úrréti-tó                                 | 31            | 16 | 450, 451, 452, 453, 454, 455, 464 |
| Gödöllő–Szada közigazgatási határa                                                                 |                                       |                                                    |               |    | |
| 32                                                                                                 | 32                                    | Szada, Tél utca                                    | 30            | 15 | 450, 451, 452, 453, 454, 455 |
| 34                                                                                                 | 34                                    | Szada, Dózsa György út 6.                          | 28            | 13 | 450, 451, 452, 453, 454, 455 |
| 36                                                                                                 | 36                                    | Szada, Dózsa György út 51.                         | 26            | 11 | 450, 451, 452, 453, 454, 455 |
| 38                                                                                                 | 38                                    | Szada, Dózsa György út 111.                        | 24            | 9  | 450, 451, 452, 453, 454, 455 |
| 39                                                                                                 | 39                                    | Szada, TÜZÉP telep                                 | 23            | 8  | 397, 399, 450, 451, 452, 453, 454, 455 |
| Szada–Veresegyház közigazgatási határa                                                             |                                       |                                                    |               |    | |
| 40                                                                                                 | 40                                    | Veresegyház, Közúti Igazgatóság                    | 22            | 7  | 397, 399, 450, 451, 452, 453, 454, 455 |
| 42                                                                                                 | 42                                    | Veresegyház, vasútállomás bejárati út              | 20            | 5  | 389, 391, 392, 395, 397, 399, 450, 451, 452, 453, 454, 455 |
| 43                                                                                                 | 43                                    | Veresegyház, benzinkút                             | 19            | 4  | 391, 392, 394, 395, 397, 399, 450, 451, 452, 453, 454, 455 |
| 44                                                                                                 | 44                                    | Veresegyház, általános iskola                      | 18            | 3  | 318, 319, 391, 392, 393, 394, 395, 397, 399, 450, 451, 452, 453, 454, 455 |
| 45                                                                                                 | 45                                    | Veresegyház, templom                               | 17            | 2  | 391, 392, 393, 394, 395, 397, 399, 450, 452, 454, 455 |
| 46                                                                                                 | 46                                    | Veresegyház, Fő út 130.                            | 16            | 1  | 397, 399, 450, 454, 455 |
| 47                                                                                                 | 47                                    | Veresegyház, autóbusz-forduló vonalközi végállomás | 15            | 0  | 397, 399, 450, 454, 455 |
| A nyári időszámítás idején szombaton és munkaszüneti napokon egyes menetek a Medveotthonig járnak. |                                       |                                                    |               |    | |
| | 50                                    | Veresegyház, általános iskola                      | ∫             |    | 389, 318, 319, 451, 455 |
| 52                                                                                                 | Veresegyház, vasútállomás bejárati út | ∫                                                  | 389, 451, 455 |    | |
| 53                                                                                                 | Veresegyház, vasútállomás             | ∫                                                  | 389, 451 S71  |    | |
| 56                                                                                                 | Veresegyház-Ivacs vasútállomás        | ∫                                                  | 389 S71       |    | |
| ∫                                                                                                  | Veresegyház, Újiskola utca            | 9                                                  |               |    | |
| 60                                                                                                 | Veresegyház, Medveotthon végállomás   | 0                                                  | 389           |    | |